# Coracina caeruleogrisea
Coracina caeruleogrisea е вид птица от семейство Campephagidae.

## Разпространение
Видът е разпространен в Индонезия и Папуа Нова Гвинея.